# 一万円紙幣
一万円紙幣（いちまんえんしへい）は、額面が10,000円の日本銀行券。歴代の日本銀行券の中で最高額面である。紙幣券面の表記は「壱万円」。
現在発行されている一万円紙幣は、2004年（平成16年）発行のE号券と、2024年（令和6年）から発行のF号券である。
この他に、1958年（昭和33年）に最初に発行されたC号券と、それに続くD号券があり、これまでに発行された一万円紙幣は全部で4種類存在する。いずれも法律上有効である。
通称・略称は一万円札（いちまんえんさつ）、万札（まんさつ）、または、一万円券（いちまんえんけん）、万券（まんけん）。俗称としては、券面に印刷された人物から「諭吉（ユキチ）」「聖徳太子」と呼ばれることもある。

## 概要
第二次世界大戦敗戦後の日本のインフレーションを受けて、1953年（昭和28年）に当時の大蔵省で発行する構想が浮上した。円未満の通貨単位であった銭は同年廃止され、さらにはかつて国家予算レベルであった万円の位が商取引レベルでも増えていた。一万円札の発行案に対しては、インフレ心理を助長する、お釣りで不便になるという批判が衆議院と参議院の大蔵委員会で起こり、新聞各紙も同調した。日本で当時最高額面だったのは、敗戦直後に流通が始まった千円紙幣（千円札）だったが、増刷してもインフレで需要に追い付かなくなりつつあり、1957年（昭和32年）に五千円紙幣（五千円札）が、翌年に一万円紙幣の発行が始まった。1958年（昭和33年）夏、第2次岸内閣閣議で、佐藤栄作大蔵大臣が千円札が酷使されて汚れが目立ち、発行も間に合っていないと指摘して一万円札の発行案を諮り、池田勇人国務大臣と愛知揆一法務大臣が賛同し、他の閣僚からも異論が出なかった
ため、同年12月1日発行への流れができた。登場直後は、庶民に縁遠い高額紙幣として批判・揶揄する声が依然としてあったが、好況で想定以上の需要があり翌年には日本銀行の在庫が足りなくなり金融機関への供給を制限する事態となり、高度経済成長の一端を担うこととなった。
原料はミツマタ（三椏）やマニラ麻などで、このうちミツマタはかつて「局納みつまた」として大蔵省印刷局（現在の国立印刷局）と生産契約を結んで栽培されていた。2005年（平成17年）までは、島根県、岡山県、高知県、徳島県、愛媛県、山口県の6県の農協が生産契約を結び、局納価格は山口県を除く5県が毎年輪番で印刷局長と交渉して決定されていたが、その後の過疎化、高齢化、後継者不足により生産量が激減。2010年（平成22年）ごろからはネパールや中国産のミツマタの輸入で不足分を補うようになった。2016年（平成28年）時点でも国産ミツマタは、岡山県、徳島県、島根県で栽培されている。

## C号券

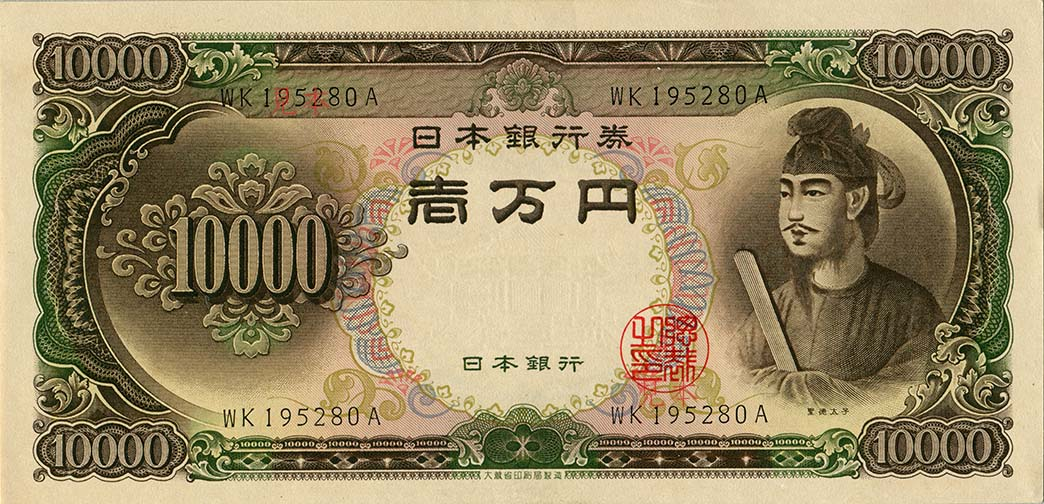
表面

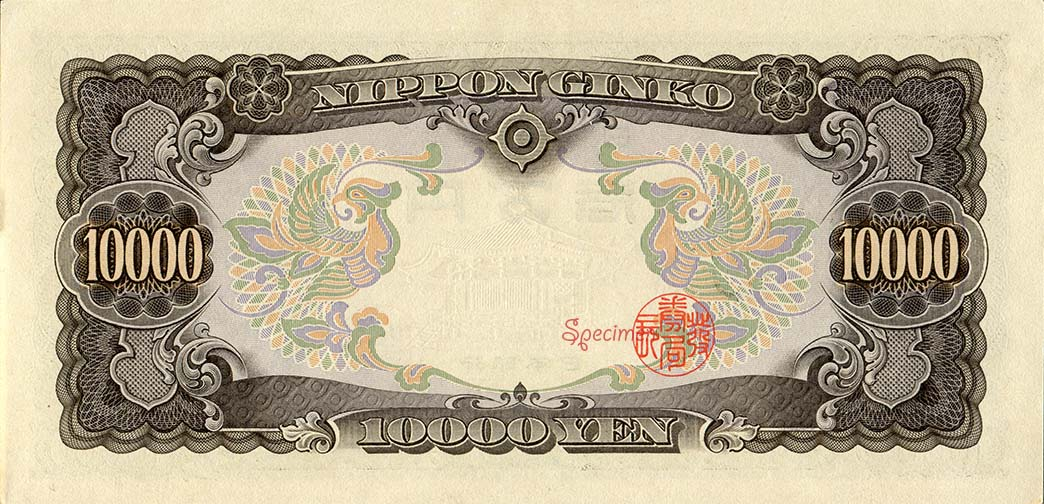
裏面

C券とも呼ばれる。1958年（昭和33年）11月20日の大蔵省告示第237号「十二月一日から発行する日本銀行券壱万円の様式を定める件」で紙幣の様式が定められている。主な仕様は下記の通り。
- 日本銀行券
- 額面 壱万円（10,000円）
- 表面 聖徳太子
- 裏面 鳳凰
- 印章 〈表面〉総裁之印 〈裏面〉発券局長
- 銘板 大蔵省印刷局製造
- 記番号仕様
  - 記番号色 黒色
  - 記番号構成 記号：英字1 - 2文字＋通し番号：数字6桁＋記号：英字1文字
- 寸法 縦84 mm、横174 mm[10]
- 製造実績
  - 印刷局から日本銀行への納入期間 1956年（昭和31年）11月14日 - 1983年（昭和58年）12月2日[11]
  - 製造枚数 9,323,050,000枚[12]
- 発行開始日 1958年（昭和33年）12月1日[10]
- 支払停止日 1986年（昭和61年）1月4日[3]
- 有効券

1953年（昭和28年）にB壱万円券の発行方針が公表されるも、当時は通貨インフレーション発生に対する警戒感が非常に根強く一旦は断念していた。1955年（昭和30年）頃から神武景気と呼ばれる飛躍的な経済成長が続き、当時の最高額面のB千円券が紙幣発行高の85%を占めるようになった。やがて経済成長と共に国内経済が安定しかつてのようなインフレーションの心配もほぼなくなり、更なる高額紙幣発行の反対意見も収まりを見せたことから改めて一万円紙幣と五千円紙幣の発行が決定された。依然としてインフレーションや釣銭の扱い等を懸念する声があることも踏まえ、当初は一万円紙幣を先に発行予定であったところ、様子を見ながら五千円紙幣（C五千円券）から順に発行することとなった。
発行開始当時の大卒初任給が1万3000円程度ということもあり、当時はこのような高額紙幣は発行する必要があるのかという議論がなされ、小銭を扱う業種では釣銭への対応が難しいといった高額紙幣に対する不安があったが、この頃から始まった高度経済成長の進展とともに順調に流通量が増えていった。
B千円券やC五千円券と同じく肖像は聖徳太子であり、表面右側に描かれている。聖徳太子の肖像については、同じ原画を基にしているものの各券種で別に彫刻されたものであるため表情が僅かに異なっている。裏面には中央の空白部分を挟んで1対の鳳凰の図柄が描かれている。裏面に描かれた鳳凰は、平等院鳳凰堂内の円柱に描かれている鳳凰模様である。大型の寸法の券面のため、記番号は4ヶ所に印刷されている。製造原価は11円27銭（1951年（昭和26年）時点）。
透かしは奈良県生駒郡斑鳩町にある法隆寺夢殿の図柄である。B号券以前の透かしよりも精緻で明瞭となったほか、B号券とは異なりその部分には印刷がされていないためこれを容易に確認できる。紙幣用紙は三椏などを原料とするものであるが、洗濯機の普及により誤って洗濯機にかけられて紙幣が損傷するなどの事象が多発したため、用紙の強化を目的に尿素樹脂が添加されている。
B号券では製造効率の向上のためにB五十円券を除き縦方向の寸法を同じにして、横方向の寸法のみを額面金額が上がるにつれて8mm間隔で長くしていたが、C号券では券種識別性向上のために額面金額が上がるにつれて縦方向に4mm、横方向に5mmずつ長くする形式に変更された。
使用色数は、表面10色（内訳は凹版印刷による主模様2色、地模様6色、印章1色、記番号1色）、裏面5色（内訳は凹版印刷による主模様1色、地模様3色、印章1色）となっている。新技術である多色凹版印刷が盛り込まれ、凹版印刷による主模様が途中から色の変わる2色刷りとなっている。地模様も印刷色が大幅に増加し、従来の券種と比較すると幾分カラフルな見た目の券面となっている。
沖縄返還に伴う通貨交換（第五次通貨交換）用の特殊記号券が存在し、記番号の英字の組み合わせのうちいくつか特定のものがこれに当たるが、その現存数は非常に少ない。
2024年（令和6年）現在では、市中の取引では見慣れぬ紙幣で真贋が判断できないとして受け取りを拒否されたり、鉄道駅の券売機やATM等で受け付けられないことがある。日本銀行の本支店や代理店の窓口に持ち込むと鑑定のうえで現行の紙幣と交換できる。或いは銀行の窓口に持ち込むと口座への預け入れや現行の紙幣への交換ができるが、破損紙幣と同様に日本銀行で鑑定するため日数を要する。特にC号券は現行の紙幣より偽造防止が甘く、海外での偽札が相当数あるため警戒される。また、銀行によっては取り扱い手数料が要求されることがある。

## D号券

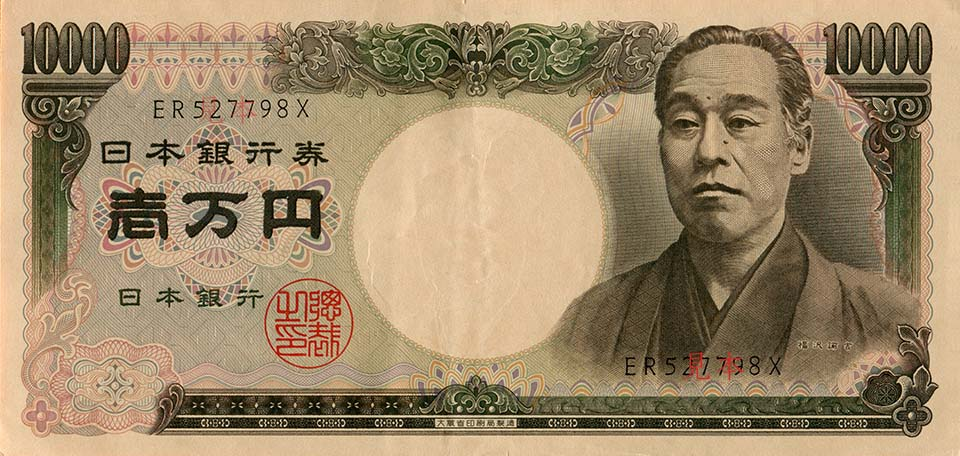
表面

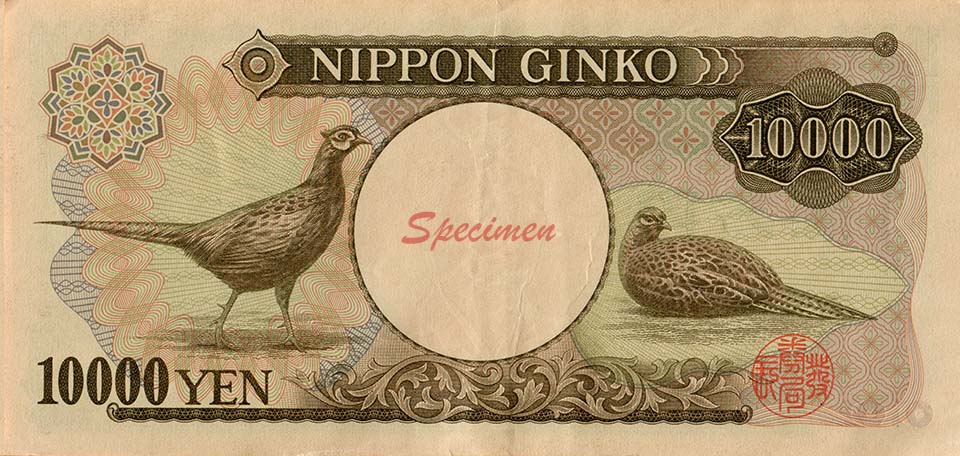
裏面

D券とも呼ばれる。1984年（昭和59年）6月25日の大蔵省告示第76号「昭和五十九年十一月一日から発行する日本銀行券壱万円、五千円及び千円の様式を定める件」で紙幣の様式が定められている。主な仕様は下記の通り。
- 日本銀行券
- 額面 壱万円（10,000円）
- 表面 福澤諭吉（紙幣面の人名表記は新字体の「福沢諭吉」）
- 裏面 雉
- 印章 〈表面〉総裁之印（ミニ改刷後は特殊発光インキ） 〈裏面〉発券局長（ミニ改刷後は特殊発光インキ）
- 銘板 大蔵省印刷局製造／財務省印刷局製造／国立印刷局製造（製造時期により3種類あり）
- 記番号仕様
  - 記番号色 黒色／褐色（製造時期により2種類あり）
  - 記番号構成 記号：英字1 - 2文字＋通し番号：数字6桁＋記号：英字1文字
- 視覚障害者用識別マーク 丸印が横に2つ（透かし・左下隅）
- 寸法 縦76 mm、横160 mm[21]
- 製造実績
  - 印刷局から日本銀行への納入期間 1983年（昭和58年）4月8日[11] - 2003年（平成15年）
  - 製造枚数 [22]
    - 11,307,600,000枚［記番号：黒色］
    - 10,448,100,000枚［記番号：褐色・大蔵省銘］
    - 1,472,400,000枚［記番号：褐色・財務省銘］
    - 421,900,000枚［記番号：褐色・国立銘］
- 発行開始日 1984年（昭和59年）11月1日[21]
- 支払停止日 2007年（平成19年）4月2日[3]
- 有効券

C一万円券の発行開始から20年以上が経過しC号券で使用された紙幣製造技術や偽造防止技術が陳腐化してきたことや、飛躍的な印刷技術の向上を背景に1980年代初め頃から精巧な偽造券が散見されるようになったことから、偽造防止対策強化のためにD号券が発行された。D一万円券、D五千円券、D千円券の3券種同時の改刷であるが、日本銀行券で3券種が同日に改刷されるのは第二次世界大戦以降では初めてである。またこの頃にはATMや両替機、自動販売機（自動券売機）といった紙幣取扱機器も広く普及し始めていたことからこれも念頭に置いたうえで改刷が行われた。
D号券では各額面の人物肖像に文化人が採用された。世界的な傾向として国家元首や政治家だけでなく、文化人も紙幣肖像に採用されるようになったことがD号券で文化人が採用された理由である。一万円券の肖像には啓蒙思想家の福澤諭吉が選ばれ、表面右側に肖像が描かれている。検討段階ではラフな着流しの和服姿を紙幣肖像とすることに異論もあったが、福澤諭吉本人が常に和服を着用していたという事実や、本人がこの写真を気に入っていたということなどを踏まえそのまま採用されることとなった。なおD号券及びE号券の人名表記は「福澤諭吉」ではなく「福沢諭吉」と書かれている。表面周囲の輪郭部分の唐草模様については、肖像の福澤諭吉が活躍した明治時代の洋風建築物の装飾で用いられた唐草模様を基にしたデザインとなっている。
裏面には中央の空白を挟んで両側に国鳥とされる雉のつがいを描いており、左側の立っているものが雄、右側の座っているものが雌である。また券面中央の透かし部分の正円形の空白は、雉の卵の形状をイメージしたものである。この正円形の空白の輪郭は、表裏両面で位置が一致するよう印刷されている。
初期の記番号は黒色で印刷されていたが、1993年（平成5年）12月1日発行分から記番号の色を褐色に変更するとともに、「ミニ改刷」と呼ばれる一部改造券を発行した。従来のデザインはそのままに、追加でマイクロ文字（「NIPPON GINKO」、凹版印刷部分に表裏の要所で採用）、特殊発光インキ（紫外線照射により発光するインキであり、表面印章「総裁之印」のオレンジ色発光と、裏面印章「発券局長」の赤色発光が確認できる。）等の偽造防止技術が施されている。なおミニ改刷前の黒色記番号は記番号の組み合わせを全部使い切っていなかった。
中央省庁再編及び独立行政法人化に伴う製造者の名称変更に伴い、褐色記番号の紙幣の製造者名の銘板表記については、当初は「大蔵省印刷局製造」、2001年（平成13年）5月14日発行分から「財務省印刷局製造」、2003年（平成15年）7月1日発行分から「国立印刷局製造」と3度変更されている。
D一万円券の変遷の詳細を整理すると下表の通りとなる。下記の4タイプに分かれる。
| 発行開始                  | 記番号色 | マイクロ文字 | 印章         | 銘板（製造者名） | 変更理由                                   |
| ------------------------- | -------- | ------------ | ------------ | ---------------- | ------------------------------------------ |
| 1984年（昭和59年）11月1日 | 黒色     | なし         | 特殊発光なし | 大蔵省印刷局製造 |                                            |
| 1993年（平成5年）12月1日  | 褐色     | あり         | 特殊発光あり | 大蔵省印刷局製造 | 偽造防止力向上のための様式変更（ミニ改刷） |
| 2001年（平成13年）5月14日 | 褐色     | あり         | 特殊発光あり | 財務省印刷局製造 | 製造者の組織変更                           |
| 2003年（平成15年）7月1日  | 褐色     | あり         | 特殊発光あり | 国立印刷局製造   | 製造者の組織変更                           |

透かしは肖像と同じく福澤諭吉であり、従来よりも大型で白黒の階調のはっきりしたすき入れとなっている。視覚障害者が触覚で容易に券種を識別できるよう、表面から見て左下隅に識別マークとして点字の「う」を模した「丸印が横に2つ」透かしにより施されている。透かしによる視覚障害者用識別マークは世界初である。
寸法については前代のC一万円券と比べて縦方向・横方向ともに小型化している。これは世界的な紙幣の小型化の流れに合わせたものであるほか、製造能力の向上や省資源化、機械等での取扱上の利便性などを考慮したものである。同時に改刷されたD号券3券種で比較すると縦方向の寸法は同じで、横方向の寸法のみを額面金額が上がるにつれて5mmずつ長くする形式となっている。E一万円券以降もこのD一万円券のサイズを踏襲している。
使用色数は、表面10色（内訳は凹版印刷による主模様2色、地模様6色、印章1色、記番号1色）、裏面4色（内訳は凹版印刷による主模様1色、地模様2色、印章1色）となっている。複写機やイメージスキャナなどでの色分解を困難にするため、なるべく原色を避け中間色を多用した印刷となっている。
2004年（平成16年）のE号券改刷の直前及び直後にD号券の偽札が相次いで発見された。
2024年（令和6年）現在では、鉄道駅の券売機やATM、自動釣銭機等の各種機器で受け付けられない場合が多いほか、対面取引で行使しようとする場合も見慣れぬ紙幣で真贋が判断できないとして受け取りを拒否されることも考えられる。銀行の窓口に持ち込めば口座への預け入れや現行の紙幣・硬貨への交換ができる。

## E号券

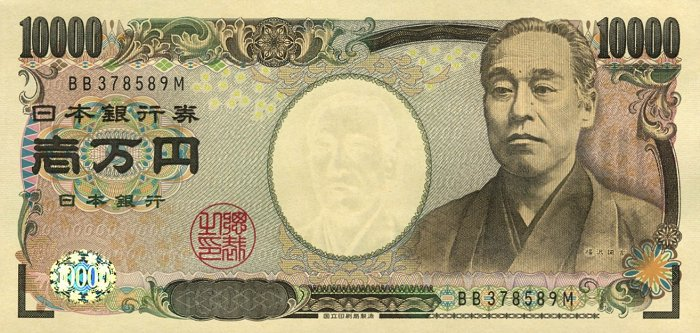
表面

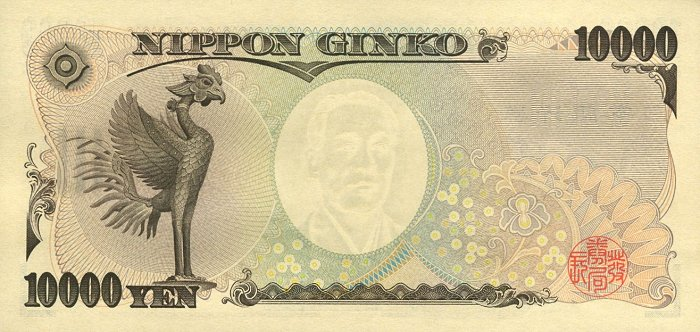
裏面

E券とも呼ばれる。2004年（平成16年）8月13日の財務省告示第374号「平成十六年十一月一日から発行を開始する日本銀行券壱万円、五千円及び千円の様式を定める件」で紙幣の様式が定められている。主な仕様は下記の通り。
- 日本銀行券
- 額面 壱万円（10,000円）
- 表面 福澤諭吉（紙幣面の人名表記は新字体の「福沢諭吉」）
- 裏面 平等院鳳凰堂鳳凰像
- 印章 〈表面〉総裁之印（特殊発光インキ） 〈裏面〉発券局長
- 銘板 国立印刷局製造
- 記番号仕様
  - 記番号色 黒色／褐色（製造時期により2種類あり）
  - 記番号構成 記号：英字1 - 2文字＋通し番号：数字6桁＋記号：英字1文字
- 視覚障害者用識別マーク 左下隅L字・右下隅逆L字（深凹版印刷）
- 寸法 縦76 mm、横160 mm[36]
- 発行開始日 2004年（平成16年）11月1日[36]
- 発行中（製造は終了）
- 有効券

D号券3券種の発行開始からおよそ20年が経過し、印刷技術の革新や複写機やイメージスキャナ、コンピュータの画像処理ソフトウェアなどの普及・高性能化を背景に2002年（平成14年）頃から偽造券の発見が急増するようになってきたことや、諸外国でも新たな偽造防止技術を盛り込んだ紙幣が1990年代末期以降続々と発行されており、日本だけが旧世代の紙幣の発行を続けると国際的な偽造団による標的となる恐れがあることを踏まえ、E一万円券、E五千円券、E千円券の3券種が同時に改刷された。
E号券の中では唯一D号券から肖像が変更されていない。これはE号券の改刷の準備期間が短く、当時全体の6割以上の発行枚数を占めていた一万円紙幣の原版彫刻の時間を短縮するために取られた対応である。そのため、表面右側に描かれている肖像はD号券の原版を流用しているが、着物の一部分や背景部分など僅かながら手直しが行われている。その他の輪郭や地模様は全く新たなデザインになっている。裏面は完全に新たな図案に変更されており、裏面左側には京都府宇治市にある平等院鳳凰堂の中堂屋根上に取り付けられていた国宝の鳳凰像が描かれており、右側には地模様として宝相華があしらわれている。
偽造防止技術にはミニ改刷後のD号券で採用されていたマイクロ文字、特殊発光インキに加え、D二千円券から採用された深凹版印刷、潜像模様、パールインク、ユーリオン等が引き続き導入されている。これに加え、新たに表から見て右側に用紙を薄くしてすき入れした「すき入れバーパターン」と、見る角度によって像（金属箔に刻まれた絵柄）が変わる「ホログラム」が採用された。E一万円券には肖像の右側付近に縦棒のすき入れが3本入っており、ホログラムの像は光の入射角により桜花、日本銀行行章、額面金額の「10000」の数字などが確認できる。マイクロ文字については、「NIPPON GINKO」・「10000」を凹版印刷・ドライオフセット印刷の部分に表裏に多数採用しており、大小取り混ぜた形となっている。特殊発光インキについては表面の印章および地紋の一部に紫外線発光インクを採用しており、ブラックライトを照射すると表面の印章「総裁之印」及び表面・裏面の地模様の一部がオレンジ色に発光する。ミニ改刷後のD号券と異なり裏面の印章「発券局長」は発光しない。なおD二千円券で採用された光学的変化インクは使用されていない。
公式に発表されていないが、表面と裏面に「ニ」「ホ」「ン」（日本）の片仮名がシークレットマーク（暗証）として入っていることが確認できるほか、D二千円券に引き続いてユーリオンも採用されている。さらにホログラムの上下にも漢字で「日」「本」の文字が刻まれている。
記番号は発行当初黒色で印刷されていたが、129億6千万枚を発行して同色刷の記番号の組合せが枯渇したため、2011年（平成23年）7月19日発行分から褐色（暗い黄赤）記番号の券が発行されている。記番号の組み合わせの枯渇による記番号の色の変更は一万円紙幣では史上初であった。
2024年（令和6年）7月にF一万円券が発行されるのを前に、2022年（令和4年）9月までにE一万円券を含むE号券3券種の製造が終了した。
E一万円券の変遷の詳細を整理すると下表の通りとなる。
| 発行開始                  | 記番号色 | 変更理由               |
| ------------------------- | -------- | ---------------------- |
| 2004年（平成16年）11月1日 | 黒色     |                        |
| 2011年（平成23年）7月19日 | 褐色     | 記番号の組み合わせ枯渇 |

視覚障害者が触覚で券種を識別できるようにした識別マークについてはD一万円券、D五千円券、D千円券で採用されていた透かしによるものから変更され、紙幣の表面下端の左右に深凹版印刷によりインクを盛り上げて凸凹を感じられるようにした方式が取られている。E一万円券には「左下隅L字・右下隅逆L字」の識別マークが施されている。また国立印刷局によりスマートフォンで金種の判別・読み上げができるアプリ「言う吉くん」を提供されている。
透かしは肖像と同じく福澤諭吉である。紙幣用紙は三椏やマニラ麻などを調合したものが用いられている。
使用色数は、表面14色（内訳は凹版印刷による主模様2色、地模様10色、印章1色、記番号1色）、裏面7色（内訳は凹版印刷による主模様1色、地模様5色、印章1色）となっている。基調となる色はD号券と同系統の色調を受け継いでおり、E一万円券はD一万円券と同じく褐色系の色合いとなっている。

## F号券

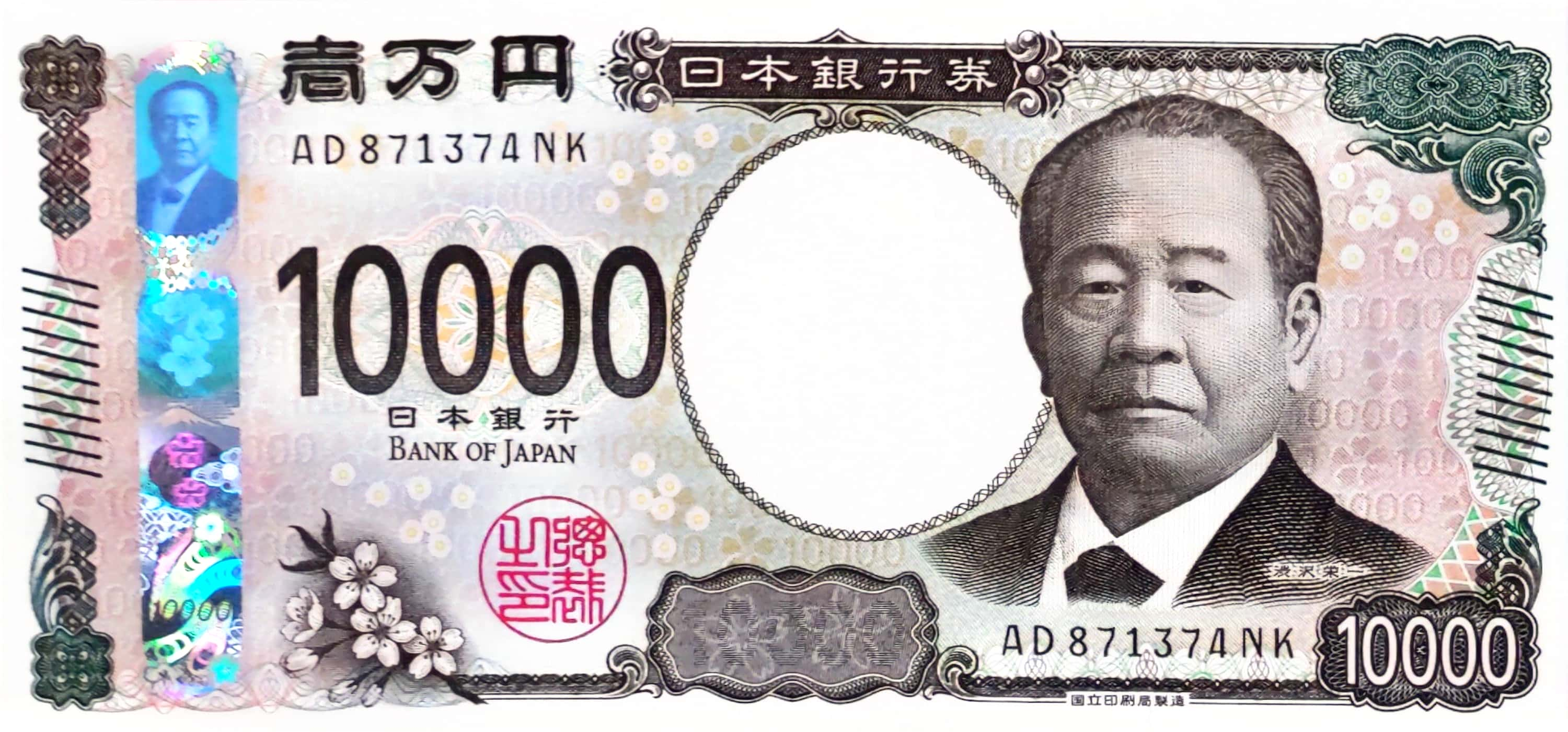
表面

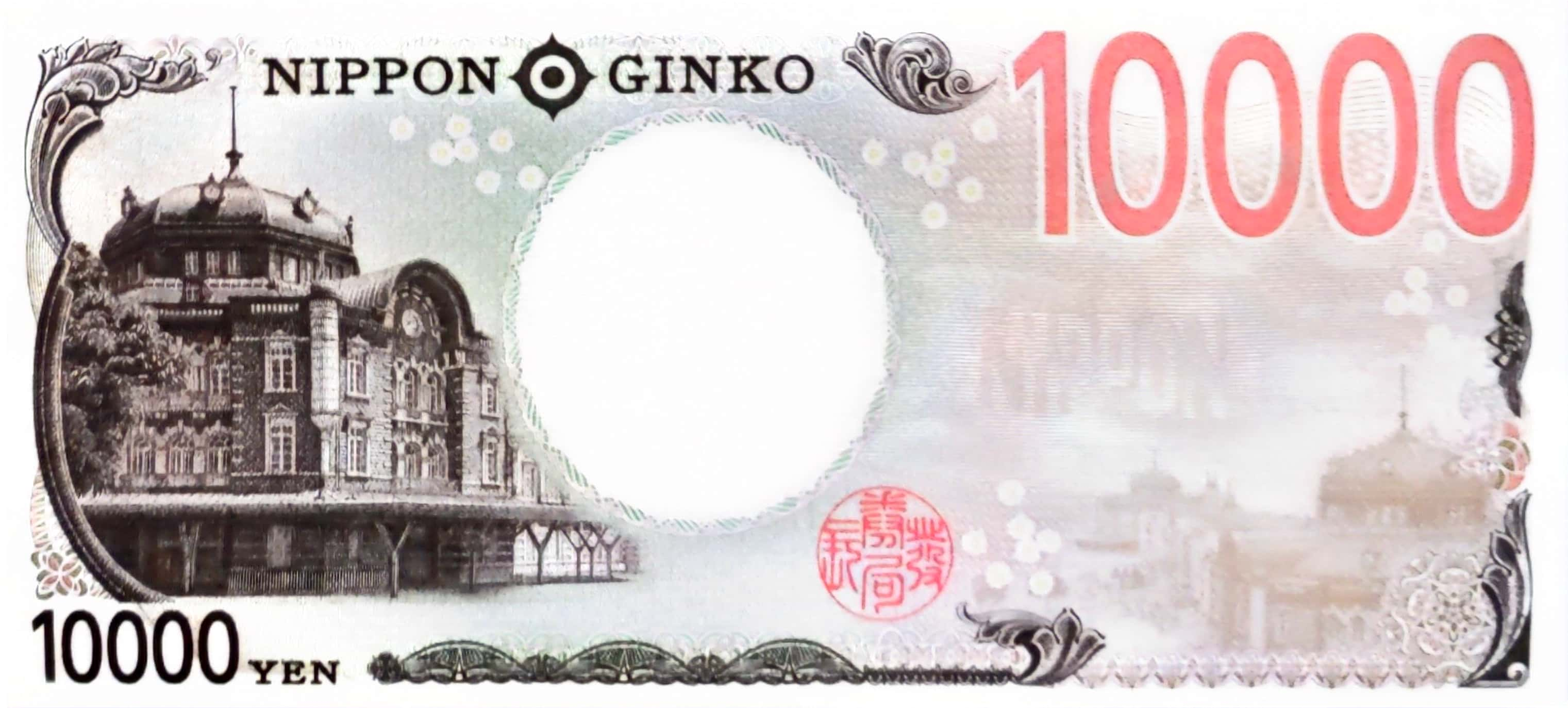
裏面

F券とも呼ばれる。2023年（令和5年）12月15日の財務省告示第314号「令和六年七月三日から日本銀行が発行を開始する日本銀行券壱万円、五千円及び千円の様式を定める件」で紙幣の様式が定められている。主な仕様は下記の通り。
- 日本銀行券
- 額面 壱万円（10,000円）
- 表面 渋沢栄一
- 裏面 東京駅丸の内駅舎
- 印章 〈表面〉総裁之印（特殊発光インキ） 〈裏面〉発券局長
- 銘板 国立印刷局製造
- 記番号仕様
  - 記番号色 黒色
  - 記番号構成 記号：英字2文字＋通し番号：数字6桁＋記号：英字2文字
- 視覚障害者用識別マーク 左右隅に斜線の連続模様（深凹版印刷）
- 寸法 縦76 mm、横160 mm
- 発行開始日 2024年（令和6年）7月3日[53][54]
- 発行中
- 有効券

2024年（令和6年）7月3日に、偽造抵抗力の強化やユニバーサルデザインへの対応など目的としてF一万円券・F五千円券・F千円券の3券種が同時に改刷された。 
刷新後の一万円券はD一万円券・E一万円券と同様の褐色系を基調とした色合いで、肖像が実業家の渋沢栄一、裏面は2012年（平成24年）に復原されたJR東京駅丸の内駅舎の図柄である。また、表面の左下には山桜の花があしらわれている。なお、渋沢の肖像は、70歳の古希に撮影された写真を原画としているが、躍動感や若々しさを表現するため、原画の写真とは異なり60歳代前半の姿に改変した風貌が描かれている。一方、裏面については左側に丸の内オアゾ前付近から見た丸の内駅舎北ドームとその左脇に街路樹の樫の木が、右下には地模様として東京中央郵便局屋上から俯瞰した丸の内駅舎の全体像が描かれるデザインである。日本銀行券において民間企業が管理運営する営利施設が紙幣の図柄の題材となるのはこれが初めてである。
表面の肖像画・透かし・額面の基本的なレイアウトは変更されていないものの、D号券・E号券では漢数字で額面が記載されていた箇所にアラビア数字で「10000」と大きく描かれ、漢数字による額面の「壱万円」は左上隅に、従来右上隅にあった「10000」の額面は右下隅に入れ替わる形で配置されている。裏面の右上隅のアラビア数字も非常に大きく描かれており、従来の日本銀行券とは印象が大きく異なる。
記番号も8桁または9桁の形式から「AA000001AA」のような形式の10桁に変更された。
公表されている新たな偽造防止技術としては、高精細すき入れ模様とストライプタイプのホログラムが導入された。高精細すき入れは、渋沢栄一の肖像の透かしの背後に緻密な菱形の格子模様をすき入れたものである。ホログラムの図柄は3Dホログラムで、見る角度によってホログラムの図柄の渋沢栄一の肖像の顔の向きが連続的に変化して回転しているように見えるものであり、紙幣の偽造防止対策として採用されるのは世界初である。また、ホログラムにはこの他に複数の山桜の花と富士山、額面金額の「10000」の数字などの図柄が確認できる。
この他、E号券でも搭載されていた、マイクロ文字、特殊発光インキ、深凹版印刷、潜像模様、パールインク、すき入れバーパターン等の偽造防止技術も引き続き採用されている。マイクロ文字については、E号券と比較すると大幅に減らされており、凹版印刷で表裏各3ヶ所、合計6ヶ所「NIPPON GINKO」の文字が入っている程度となっている。潜像模様については、傾けると表面に「10000」、裏面に「NIPPON」の文字が見える仕掛けになっている。特殊発光インキについては表面の印章および地紋の一部に紫外線発光インクを採用しており、ブラックライトを照射すると表面の印章「総裁之印」がオレンジ色に発光する（裏面の印章「発券局長」は発光しない）他、表面地模様の一部が黄橙色～緑色（グラデーション）に、裏面の地模様の一部が黄橙色に発光する。
視覚障害者のための識別マークは券種識別性向上のため形状が変更され、左右隅に深凹版印刷による11本の斜線の連続模様が配置されている。また券種ごとにホログラムや透かしの位置を変えるなど識別マーク以外でも区別しやすいよう考慮されている。一万円券ではホログラム貼付位置は表面左側端寄り、透かしのすき入れ位置は券面中央やや右寄りで、透かし部分の形状は円形となっており、明確に識別できるようF号券の他券種と配置を変えている。
券面の寸法については変更すると自動販売機やATMなどの紙幣取扱機器への影響が大きいため、従来通りとなっている。
2019年（平成31年）4月9日に改刷が発表され、2021年（令和3年）9月1日よりF一万円券の製造が開始された。発行予定日の5年も前に改刷が発表され2年半以上前から製造が開始されたのは、前回のE号券への改刷時に準備期間が短かったために自動販売機やATMの改修が間に合わず半数程度しか対応できなかった反省から、自動販売機やATMその他の新紙幣を扱う各種機器の改修の際にテストを入念にし、障害やトラブルが起きないようにするためとされる。
一万円券製造開始時に発表されたF一万円券の見本のデザインでは、2019年（平成31年）4月の改刷発表当時に公表された当初のラフスケッチからの変更点として、表面の額面金額の大きなアラビア数字「10000」の下の発行元銀行名「日本銀行」の文字の更に下に「BANK OF JAPAN」の発行元銀行名の英語表記が追加されているほか、視覚障害者のための識別マークの斜線が9本から11本に増やされている。発行元銀行名の表記について、ローマ字の「NIPPON GINKO」の表記は従来の日本銀行券でも採用されている券種が多かったが、英語の「BANK OF JAPAN」の表記は日本銀行券史上初となる。
使用色数は、表面13色（内訳は凹版印刷による主模様2色、地模様9色、印章1色、記番号1色）、裏面8色（内訳は凹版印刷による主模様1色、地模様6色、印章1色）となっている。

## その他一万円紙幣に関する事項
- 紙幣に表記されている「壱」は大字であり、過去の紙幣ではよく採用されていたが、発行中の紙幣で大字が記されている紙幣は、当券と二千円紙幣（弐千円）のみである[注釈 7]。これは日本の法令上、大字を使用することが規定されているのが「壱」「弐」「参」「拾」のみであり[71][72][73][74][75]、この条件に該当する紙幣がここに挙げたもののみだからである。
- 紙幣流通総枚数に占める一万円紙幣の割合は他券種と比べて圧倒的に多い89%（2018年（平成30年）時点）[76]で、キャッシュレス化が進みつつある2010年代以降も一万円紙幣の流通枚数は継続的に大きく増加し続けている[77]。最高額面の券種が大半を占める反面、五千円紙幣や二千円紙幣といった中額面紙幣の流通枚数が極端に少ないが、このような傾向は先進国の中では日本のみであり日本以外ではあまり見られない[78]。なお市中での一万円紙幣の流通金額は97兆円である（2019年（令和元年）5月7日時点）[76]。
- 世界では、一万円紙幣やそれ以上の金額に相当する程度の最高額紙幣（100米ドル紙幣や200・100ユーロ紙幣など）は、支払時に偽札かどうかをチェックされたり受け取りを拒否されたりすることも多く、キャッシュレス化の進展もあって高額紙幣の廃止論も高まってきている[76]。ただしこれらの国・地域ではキャッシュレス決済の普及以前から高額の決済には小切手やクレジットカードが用いられ市中での最高額紙幣の使用は一般的ではない状況である。例えばアメリカでは20ドル紙幣と1ドル紙幣、ユーロ圏では50ユーロ紙幣と20ユーロ紙幣が市中での流通枚数が多い[78]。日本のように、先述の通り中額面紙幣の流通枚数が極端に少ない一方で流通枚数の圧倒的多数を一万円紙幣が占めており[78][76]、日常的にも一万円紙幣が差支えなく使用されている状況とは事情が異なることに留意する必要がある。なお現在発行中で世界一高額な紙幣は、2024年現在のレートで日本円で17万円程度に相当する1,000スイス・フラン紙幣である。現在発行されていないが有効な紙幣も含めれば、2014年の発行停止当時日本円で80万円程度に相当した1万シンガポールドル紙幣がある。
- 小売店や飲食店では、一万円紙幣で支払うと店員が「一万円入ります」と声を掛けることがある。これは釣り銭を巡る客とのトラブル防止のためというのが最大の理由とされる。1970年代のファストフード店に由来するという仮説が有力であり、当時発行されていたC一万円券とC五千円券の肖像画がいずれも聖徳太子であったことから、釣り銭ミスを防止のためにその慣習が生まれたという[79]。
  - D号券以降の紙幣では五千円紙幣との肖像は異なるが、一万円紙幣は最高額面の紙幣なので、この声出しはレジ精算時に高額紙幣を受け取ったときの声出しを店員に徹底して意識付けさせることや、管理責任者が高額紙幣による精算があったことを認識しやすくなるという効果が考えられる。また高額紙幣ということで、五千円紙幣に対しても稀に同様の対応を取る場合がある。
- 流通紙幣の耐用年数は平均で4 - 5年程度とされ、使用頻度が高く釣り銭などのやりとりが多い五千円紙幣・千円紙幣の1 - 2年よりかなり長い[80]。
- 日本では、偽造通貨は日常的に見かけるほど出回っておらず、偽造通貨が見つかるとニュースになるほどであり、世界的に見ても日本円の偽造通貨は非常に少ないが、その中では最も多い金種は一万円紙幣である。
- 日本銀行の勘定店における現金受入時においては、E一万円券・F一万円券は現行券（新券）として定量束（10把、1000枚）単位での受入のみを行う。一方、C一万円券・D一万円券は旧券として定量束に限らず、端数束（10把未満の把を取り纏めたもの）単位での受入を行い、受入単位に取り纏めることに支障のあるものは引換依頼を行って差し支えないものとされている。
- 現在発行されていない旧紙幣のC号券・D号券は現存数が非常に多いため、珍番号やエラーなどの条件がない限り古銭商が買い取りすることはほぼない。

## 未発行紙幣
B壱万円券
1953年（昭和28年）に下図案が公表されるも、終戦直後の急激なインフレーションによる社会的混乱の記憶が生々しい時期であったこともあり、インフレーションを助長するとの懸念から高額紙幣の発行に対する反対意見が非常に根強く、最終的に白紙となり製造や発行には至らなかった。表面には笏無しの聖徳太子の肖像と法隆寺西院伽藍全景、裏面には鳳凰が双向する図柄が描かれ、透かしは法隆寺夢殿であった。再検討の結果のちにC号券として1957年（昭和32年）に五千円紙幣が、1958年（昭和33年）に一万円紙幣がそれぞれ発行されている。寸法は縦84mm、横180mmの大型の券面であった。B壱万円券で予定されていたデザインのうち、法隆寺夢殿の透かしおよび裏面の鳳凰の図案はC一万円券の図柄として、笏無しの聖徳太子の肖像はC五千円券の透かしの図柄としてそれぞれ活用されている。

## さらに高額の未発行紙幣
D五万円券・D拾万円券
それぞれ野口英世・聖徳太子の肖像のデザインで、D号券改刷の際に発行が検討されていた。裏面の図柄は、五万円券が猪苗代湖と磐梯山の風景、拾万円券が法隆寺金堂の鳳凰の彫刻、および法隆寺と奈良盆地の山並みの風景がそれぞれ検討されていた。なお野口英世は後年、E千円券の肖像として起用されている。

## 変遷
概ね20年程度の間隔で改刷が行われ、図柄を改めると同時に最新の偽造防止技術を導入することで偽造防止力を確保している。
- 1958年（昭和33年）11月20日：C一万円券の様式を制定[10]。
- 1958年（昭和33年）12月1日：C一万円券発行開始[10]。図柄は聖徳太子と鳳凰。
- 1984年（昭和59年）6月25日：D一万円券の様式を制定[21]。
- 1984年（昭和59年）11月1日：D一万円券発行開始[21]。図柄は福澤諭吉と雉。大蔵省銘で記番号は黒色。
- 1986年（昭和61年）1月4日：C一万円券の日本銀行からの支払停止[3]。
- 1993年（平成5年）6月24日：偽造防止力を向上したD一万円券の一部改造券の様式を制定[29]。
- 1993年（平成5年）12月1日：偽造防止力を向上したD一万円券の一部改造券発行開始（ミニ改刷）[29]。記番号を褐色に変更。
- 2001年（平成13年）3月30日：銘板表記を変更したD一万円券の様式を制定[31]。
- 2001年（平成13年）5月14日：銘板表記を変更したD一万円券発行開始[31]。財務省銘に変更。
- 2003年（平成15年）6月13日：銘板表記を再変更したD一万円券の様式を制定[32]。
- 2003年（平成15年）7月1日：銘板表記を再変更したD一万円券発行開始[32]。国立銘に変更。
- 2004年（平成16年）8月13日：E一万円券の様式を制定[36]。
- 2004年（平成16年）11月1日：E一万円券発行開始[36]。図柄は福澤諭吉と平等院鳳凰堂鳳凰像。記番号は黒色。表面はD号券と同じ題材だがデザインは異なる。
- 2007年（平成19年）4月2日：D一万円券の日本銀行からの支払停止[3]。
- 2011年（平成23年）4月26日：記番号の印刷色を変更したE一万円券の様式を制定[29]。
- 2011年（平成23年）7月19日：記番号の印刷色を変更したE一万円券発行開始[29]。記番号を褐色に変更。
- 2023年（令和5年）12月15日：F一万円券の様式を制定[52]。
- 2024年（令和6年）7月3日：F一万円券発行開始[56][54]。図柄は渋沢栄一と東京駅丸の内駅舎。